# Belgische wetgevende verkiezingen 1908
Op zondag 24 mei 1908 werden wetgevende verkiezingen gehouden in België.
81 van de 166 zetels in de Kamer van volksvertegenwoordigers waren te verkiezen, namelijk deze in de provincies Henegouwen, Limburg, Luik en Oost-Vlaanderen. Ook de senatoren van deze provincies werden verkozen.
Het kiesstelsel was gebaseerd op algemeen meervoudig stemrecht, volgens een systeem van evenredige vertegenwoordiging op basis van de methode-D'Hondt, gecombineerd met een districtenstelsel (de kiesarrondissementen).
De katholieke meerderheid is verkleind; de regering-Schollaert heeft nu nog de steun van 87 katholieke volksvertegenwoordigers (-2), de liberalen hebben 43 zetels (-2) en de socialisten 35 (+4).
De verkiezingen stonden grotendeels in het teken van de Kongo-kwestie. Liberalen en socialisten verzetten zich tegen een annexatie van de Onafhankelijke Congostaat door de Belgische Staat, gezien de financiële last die dit voor de overheid zou betekenen. Later dat jaar zou het parlement instemmen met een overname en werd Congo Belgisch-Congo.

## Kamer
- Neergelegde stemmen: 1.239.631
- Blanco / Ongeldig: 38.725 (3,1%)
- Geldige stemmen: 1.200.906 (96,9%)

|  | Partij                       | Aantal zetels | Aantal stemmen | Aantal stemmen |
|  | ---------------------------- | ------------- | -------------- | -------------- |
|  | Katholieken                  | 37            | 517679         | 43,11%         |
|  | Liberalen                    | 21            | 331981         | 27,64%         |
|  | Socialisten                  | 19            | 271870         | 22,64%         |
|  | Kartel liberalen/socialisten | 3             | 40068          | 3,34%          |
|  | christ democr                | 1             | 25167          | 2,10%          |
|  | Diss. Kath.                  | -             | 6879           | 0,57%          |
|  | onafh/indép                  | -             | 2721           | 0,23%          |
|  | autres/andere                | -             | 2534           | 0,21%          |
|  | commerçants/handelaars       | -             | 1094           | 0,09%          |
|  | Diss. Social                 | -             | 913            | 0,08%          |